# شاهزاده لوییس باتنبرگ
شاهزاده لوییس باتنبرگ (به انگلیسی: Prince Louis of Battenberg) و بعداً لوییس مونتباتن، مارکی اول میلفورد هیون (۲۴ مه ۱۸۵۴ – ۱۱ سپتامبر ۱۹۲۱) یک افسر نیروی دریایی پادشاهی بریتانیا پادشاهی متحد و شاهزاده آلمانی مرتبط با خانواده سلطنتی بریتانیا بود.
لوییس که در اتریش متولد و در ایتالیا و آلمان بزرگ شده بود، در چهارده سالگی به نیروی دریایی بریتانیا پیوست. بعد از بیشتر از چهل سال خدمت در نیروی دریایی، در سال ۱۹۱۲ به مقام لرد اول دریا رسید. اما دو سال بعد به دلیل آلمان‌هراسی موجود در جامعه بریتانیا در هنگام جنگ جهانی اول ناچار به استعفا از این مقام و بازنشستگی شد. او همچنین در سال ۱۹۱۷ به درخواست جرج پنجم از عناوین آلمانی خود صرف‌نظر کرده و نام خانوادگی خود را به صورت انگلیسی شده مونتباتن تغییر داد.
لوییس با نوه ملکه ویکتوریا، شاهدخت ویکتوریای هسن و راین ازدواج کرد و از این ازدواج صاحب چهار فرزند شد. یکی از این فرزندان لوئیس مونتباتن بود که خود از ۱۹۵۴ تا ۱۹۵۹ به مقام فرماندهی کل نیروی دریایی بریتانیا رسید. دیگر فرزندان او، شاهدخت آلیس باتنبرگ، لوئیز، ملکه سوئد و جورج، مارکی دوم میلفورد هیون بودند. شاهزاده فیلیپ، دوک ادینبرو، فرزند آلیس و نوه لوییس است.
لوییس در ۱۱ سپتامبر ۱۹۲۱ در پی ابتلا به آنفلوانزا دچار ایست قلبی شد و درگذشت. جسد او در جزیره وایت دفن شده است.